# 8050問題

日本の人口ピラミッド

8050問題（はちまるごーまるもんだい、はちぜろごーぜろもんだい、はちじゅうごじゅうもんだい）は、長年引きこもる子供とそれを支える親などの論点から2010年代以降の日本に発生している高年齢者の引きこもりに関する社会問題である。背景には在宅介護問題がある事が多い。高齢者と中年の引きこもりは親子依存もしくは扶養義務による事も多い。

## 概要
名付け親は大阪府豊中市社会福祉協議会所属のコミュニティ・ソーシャルワーカーの勝部麗子である。
引きこもりの若者が存在していたがこれが長期化すれば親も高齢となり、収入に関してや介護に関してなどの問題が発生するようになる。これは80代の親と50代の子の親子関係での問題であることから「8050問題」と呼ばれるようになった。該当する親子の親には収入がなくなっている状態であり、様々な理由から外部への相談も難しく、親子で社会から孤立した状態に陥っている。このまま放置して高齢化すれば「9060問題」になると言われている。
この語句の対象になっている世代はバブル崩壊後やリーマン・ショック後の就職難にあった就職氷河期世代であり、「就職活動」や「勤務先の倒産・リストラ、雇用ミスマッチやハラスメント（パワハラ・セクハラ等）を受けたための退職後」の転職活動に失敗した者（これを契機に離婚されてしまった方）も多い。しかし彼らが若いとき行政は「自己責任」「親が面倒を見るべき」として棄民のように切り捨てたため、彼らが生活保護を取得するようになると一気に社会保障費が増大することが問題となっている。氷河期世代は「団塊ジュニア」「ポスト団塊ジュニア」の世代とも重なるため1,700万人おり数が多いことも、高齢化問題が深刻である理由である。「孤立は本人の努力不足からくる」と蔑視する自己責任論や、子や配偶者から「育て方が悪いからこうなった」と責任転嫁するような社会風潮も、困窮者が相談しづらく孤立化することに追い打ちをかけている。

## 歴史
1980年代から1990年代までいじめなどによる不登校が問題視されていた。その後、2003年の日本労働研究機構によるニートという用語の日本国内への紹介に端を発する形で、一部の引きこもりに対しては2000年代から継続的に大規模な調査が実施されるようになった。15歳から34歳までという用語の対象の限定により、あたかも若年層のみの問題であるかのように捉えられていた。しかし2010年代に入り、引きこもりから立ち直れなかった人や引きこもりを抱える家族が全国的に高齢化したことで、猶予が無くなり外部への相談が増えてきたことから、今まで調査の網に掛からなかった中高年層の実態が明らかになってきている。
内閣府からは、2019年3月時点で中高年の引きこもり人口は61万3千人も存在し、その内の70%以上は男性との調査結果も発表されている。この他の年代の引きこもりも算入すると、日本は引きこもり100万人時代を迎えていると言える。
現状を放置すれば、2020年代には事態が更に深刻化した「9060問題」が本格化することが確実視されており、全国的に孤立死、一家離散、一家心中、親の死体遺棄、生活保護や給付金の受給増加、公営住宅の不足が想定されることから、現状の8050問題に対する迅速な対応が求められている。
2018年に内閣府は、40歳から59歳までを対象とした初の実態調査を行った。従来までは引きこもりの問題は若者特有の問題であるとして調査されていたものの、中高年の実態を把握して支援に役立てるとした。そして2018年度の予算案に調査費として2000万円を計上した。

## 8050問題が顕在化した事件の例
- 2018年3月5日の北海道新聞では該当する親子がそろって孤立死したという記事が掲載された。記事によれば、1月に検針に来たガス業者が異変に気付き、室内に入ったところ親子とも死亡しており、前年に死んでいたと思われる状態であった[13]。
- 2019年6月1日 - 元農水事務次官長男殺害事件。
- 2021年6月、福岡市西区で、当時59歳の次男が80代の両親の首を絞め、冷蔵庫に遺棄した事件。[14]
- 2021年12月19日 - 北海道苫小牧市の住宅で、70代の母親の両腕などを包丁の持ち手部分で殴り、怪我をさせたとして49歳の男が逮捕された。警察によると、男は携帯電話を買ってもらう約束を母親としていたが「買えなくなった」と言われ、暴行したとみられる[15]。

## 行政による支援
8050問題をはじめ、介護や貧困など複合的な課題を抱えている家庭を支援するため、令和2年の通常国会において社会福祉法が改正され、重層的支援体制整備事業が創設された。同事業は、市町村において、属性や世代を問わず包括的に相談を受け止め、複雑化・複合化した課題を適切な支援につなぐ役割を担うことが期待される。